# Regenhaube
Eine Regenhaube ist eine Kopfbedeckung zum Schutz vor Regen.
Regenhauben gibt es in verschiedenen Ausführungen. Am verbreitetsten ist mit Sicherheit die Regenkapuze aus dünnem, transparentem Kunststoff mit weißer Paspel. Sie ist praktisch, da sie sich sehr klein zusammenfalten lässt und leichter ist als ein Schirm als Regenschutz.

## Ausführungen
Regenhauben sind beispielsweise:
- zum Auseinanderfalten – aus dünner Folie.

Entweder mit Baumwollbändchen, oder auch mit Druckknöpfen unterm Kinn zu schließen,
- in der Form eines Südwesters aus dünnem Plastik,
- mit extra großem Schirm, um das Gesicht besser zu schützen,
- mit extra langem Rückenteil, um auch lange Haare zu schützen,
- in der Form von Duschhauben
- mit sehr volumiger Ausführung um auch Dauerwellen zu schützen.

siehe auch Duschhaube